# Médaille commémorative de la guerre italo-autrichienne 1915-1918

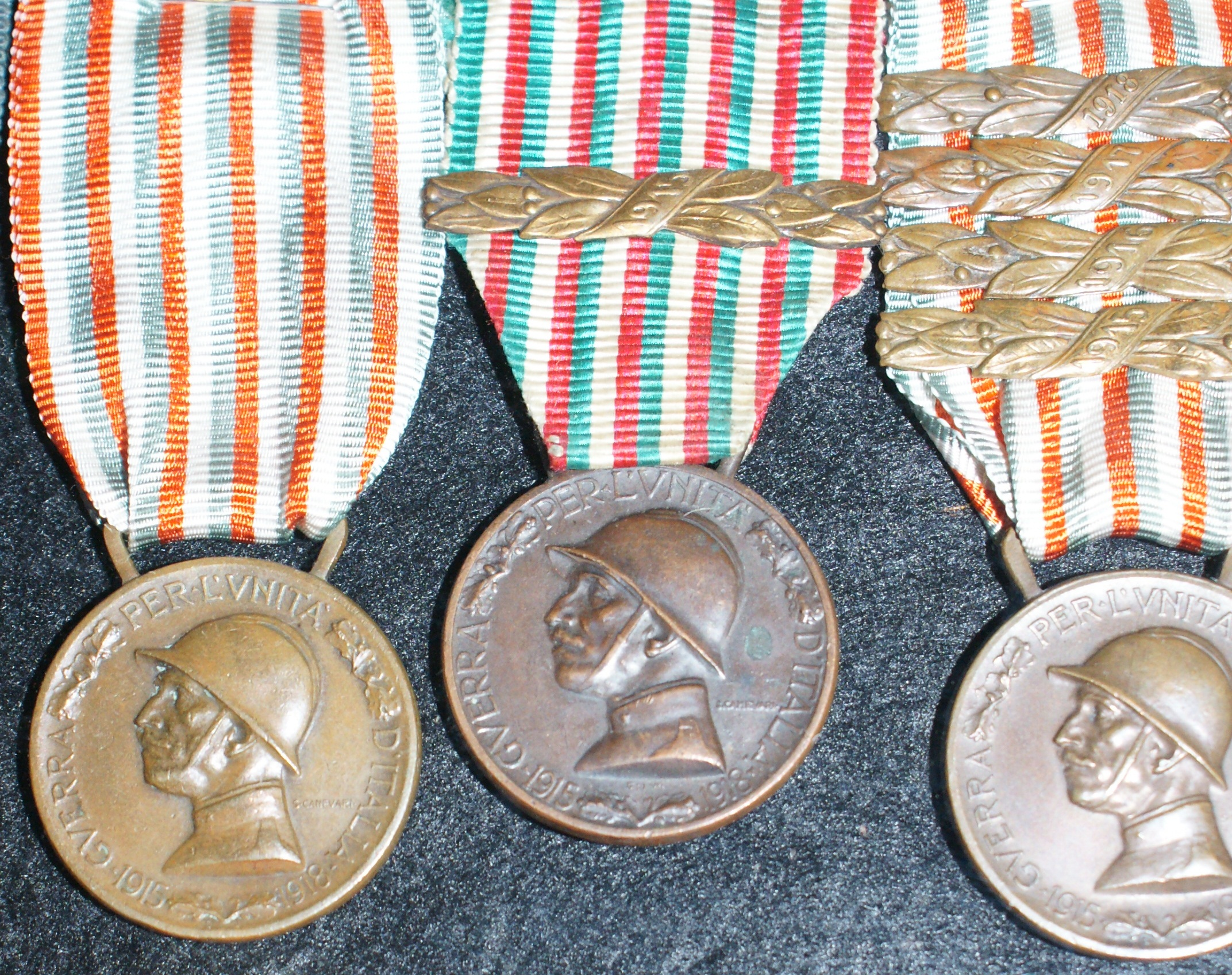
Médailles commémoratives de la guerre italo-autrichienne 1915-1918.

La médaille commémorative de la guerre italo-autrichienne 1915-1918 (en italien : Medaglia commemorativa della guerra italo-austriaca 1915-1918) est une décoration militaire italienne de la Première Guerre mondiale, instituée par le roi Victor-Emmanuel III à Rome le 29 juillet 1920.
Tous les soldats des forces armées italiennes ayant pris part à des activités militaires contre l'Autriche-Hongrie, mais également dans le Dodécanèse, en Albanie, en Syrie et en Palestine contre l'Empire ottoman pendant au moins quatre mois se virent décernés cette médaille (1 800 000 au total).